# Stuart Bithell
Stuart Bithell (Rochdale, 28 augustus 1986) is een Brits zeiler.
Bithell werd niet geselecteerd voor de Britse ploeg voor de Olympische Zomerspelen van 2008 in de Tornado.
De Tornado was in 2008 voor het laatst een olympische zeilboot.
Na afloop van deze spelen stapte hij over naar de 470.
Samen met Luke Patience won hij in 2012 de olympische zilveren medaille in eigen land. Na afloop van deze spelen besloten Patience en Bithell hun samenwerking te beëindigen.
Voor de Olympische Zomerspelen van 2016 in de 49er verloor Bithell samen met zijn partner John Pink de strijdt om de Britse startplek.
Na afloop van de spelen vormde Bithell een duo met Dylan Fletcher in de 49er, Fletcher was in Rio wel aanwin de 49er.
Bithell werd samen met Dylan Fletcher in 2017 wereldkampioen en wonnen tijdens de Olympische Zomerspelen 2020 de gouden medaille medaille.

## Resultaten

### Wereldkampioenschappen
| Jaar | Plaats        | Resultaten  |
| ---- | ------------- | ----------- |
| 2007 | Cascais       | 25e Tornado |
| 2008 | Melbourne     | 25e Tornado |
| 2009 | Kopenhagen    | 49er        |
| 2010 | 's-Gravenhage | 8e 470      |
| 2011 | Perth         | 470         |
| 2014 | Santander     | 6e 49er     |
| 2015 | Buenos Aires  | 6e 49er     |
| 2016 | Clearwater    | 49er        |
| 2017 | Matosinhos    | 49er        |
| 2018 | Aarhus        | 6e 49er     |
| 2019 | Auckland      | 49er        |
| 2020 | Geelong       | 8e 49er     |

### Olympische Zomerspelen
| Jaar | Plaats | Resultaten |
| ---- | ------ | ---------- |
| 2012 | Londen | 470        |
| 2021 | Tokio  | 49er       |

2000: Jyrki Järvi / Thomas Johanson ·
2004: Xabier Fernández / Iker Martínez ·
2008: Martin Kirketerp / Jonas Warrer ·
2012: Iain Jensen / Nathan Outteridge ·
2016: Peter Burling / Blair Tuke ·
2020: Dylan Fletcher / Stuart Bithell ·
2024: Diego Botín / Florián Trittel